# سیرا برگس یک بازنده است
سیرا برگس یک بازنده است (به انگلیسی: Sierra Burgess Is a Loser) یک فیلم کمدی-درام نوجوان آمریکایی است که به کارگردانی ایان ساموئلس از فیلمنامه ای از لیندزی بیر ساخته شده‌است. این فیلم بازنویسی مدرن از داستان سیرانو دو برژاک است. این فیلم در تاریخ ۷ سپتامبر ۲۰۱۸ توسط نتفلیکس منتشر شد.

## بازیگران
- شانون پرسر به عنوان سیرا بورگس
- کریستین فروست به عنوان ورونیکا، یک سردسته ی محبوب تشویق کنندگان
- آرجی کایلر به عنوان دن، بهترین دوست سیرا
- نوحا سنتینو به عنوان جامی
- لرتا دیوین به عنوان خانم تامسون، معلم انگلیسی سیرا
- جورجیا ویگام به عنوان کریسی، دوست ورونیکا
- آلیس لی به عنوان مکنزی، دوست ورونیکا
- لی تامپسون به عنوان جولز آزبورن-بورگس، مادر سیرا
- آلن راک به عنوان استفان بورگس، پدر سیرا
- مری پت گلیسون به عنوان مشاور استیونز، مشاور راهنمایی دبیرستان سیرا
- کریسی متز به عنوان تریش، مادر ورونیکا
- الیزابت تووی به عنوان بردی، خواهر کوچک دوقلوی ورونیکا
- ماریام تووی به عنوان اسکوتر، خواهر کوچک دوقلوی ورونیکا
- مت مالوی به عنوان معلم زیست‌شناسی
- ویل پلتز به عنوان اسپنس
- جف استولس به عنوان مربی جانسون

## انتشار
این فیلم در تاریخ ۷ سپتامبر ۲۰۱۸ در شبکه نتفلیکس منتشر شد.

## بازخورد
در راتن تومیتوز، فیلم دارای رتبه تأیید ۶۱ درصد بر اساس ۳۸ بررسی، با میانگین امتیاز ۵٫۶۸ / ۱۰ است.
در متاکریتیک، فیلم براساس ۱۴ منتقد، میانگین نمره متوسط ۶۰ از ۱۰۰ را دارد، که نشانگر «بررسی‌های ترکیبی یا متوسط» است.